# روبرت الكسندر هاريسون
روبرت الكسندر هاريسون هو سياسي كندي، ولد في 3 أغسطس 1833 في مونتريال في كندا، وتوفي في 1 نوفمبر 1878 في تورونتو في كندا. حزبياً، نشط في حزب كندا المحافظ. وقد انتخب عضو مجلس العموم الكندي.